# عمرانية سبور
عمرانية سبور هو نادي كرة قدم يقع في حي عمرانية،إسطنبول.تأسس النادي في 1938.